# Terra Jolé
Terra Jolé Odmark (Condado de Comal, 25 de Maio de 1980), é uma personalidade da televisão, conhecido por Pequenas Grandes Mulheres: LA e do spinoffs Dancing with the Stars. Ela fica a 4'2" como uma pessoa com nanismo.

## Carreira
Jolé é uma estrela e produtora executiva da série do Lifetime Pequenas Grandes Mulheres: LA e A Pequena Família de Terra. Ambos os shows começaram em 2014. Jolé também trabalha como produtora executiva do spinoffs Pequenas Grandes Mulheres: ATL, Pequenas Grandes Mulheres: NY e Pequenas Grandes Mulheres: Dallas. Ela é um membro da Producers Guild of America..
Em 2014 Jolé escreveu e lançou sua própria música original, os singles "Booty Bee" e "Ima Let You Know". Jolé já fez peformaces em shows da Miley Cyrus e Cyndi Lauper.
Jolé fez aparições em outros projetos de cinema e televisão, incluindo Jackass 3D e Se Beber, Não Entre no Jogo.
Em 2016 Jolé lançado um álbum completo de músicas para crianças intitulado Penny’s Playlist. O projeto foi dedicado à sua filha.
Jolé lançado MiniMama.com um site que apresenta conteúdo original para mães e crianças.
Em 30 de agosto de 2016, Jolé anunciou que iria ser uma das celebridades a participar da  23a temporada de Dancing with the Stars. O seu parceiro no programa foi Sasha Farber. O casal foi eliminado na décima semana da competição, depois de receber duas pontuações perfeitas e portanto terminou em quinto lugar.

## Vida pessoal
Jolé reside em Los Angeles, Califórnia e é casada com o colega de Pequenas Grandes Mulheres: LA Joe Gnoffo.
Em Março de 2015 o casal teve uma filha chamada Penelope Charlevoix Gnoffo. Em agosto de 2016 o seu filho, Grayson Vincent D’Artagnan Gnoffo nasceu.
Jolé é uma defensora da organização sem fins lucrativos Forte Animal Rescue. Ela é apaixonada por animais e adotou e cuidou de dezenas de animais, sem casas ao longo dos anos.

## Filmografia

### Televisão
| Ano       | Título                        | Papel        | Notas                        |
| --------- | ----------------------------- | ------------ | ---------------------------- |
| 2014–2019 | Pequenas Grandes Mulheres: LA | Protagonista |                              |
| 2015–2016 | A Pequena Família de Terra    | Protagonista |                              |
| 2016      | Dancing with the Stars        | Dançarina    | 9° Eliminada (23ª Temporada) |

### Cinema
| Ano  | Título                      | Papel | Notas |
| ---- | --------------------------- | ----- | ----- |
| 2001 | My First Day                |       |       |
| 2008 | Midgets vs. Mascots         | Anã   |       |
| 2014 | Se Beber, Não Entre no Jogo | Teddy |       |

## Livros
- Fierce at Four Foot Two (2017)